# زاهد قدسي
زاهد إبراهيم قدسي الشهير باسم زاهد قدسي (1937، مكة المكرمة - 14 سبتمبر 2003)، مُعلّق رياضي سعودي، يُعد عميد المعلقين الرياضيين في السعودية، فهو أول سعودي يقوم بالتعليق على مباريات كرة القدم بالإذاعة منذ بداية الحركة الرياضية الرسمية في المملكة العربية السعودية عام 1958، وهو أول من نقل المباريات عن طريق التلفزيون السعودي عندما بدأ البث عام 1965، وأول من أعد وقدم برامج رياضية، كما أنه أول رئيس للجنة المعلقين العرب، وله دور بارز في صناعة الصحافة الرياضية في السعودية.